# Roy (Fire Emblem)
Roy (ロイ Roi?) es un personaje ficticio de la serie de videojuegos Fire Emblem. Es el protagonista de Fire Emblem: Fūin no Tsurugi y tiene una pequeña aparición en Fire Emblem: Rekka no Ken. Es el hijo de Eliwood, protagonista de Fire Emblem: Blazing Sword, el primer juego de Fire Emblem al ser comercializado fuera de Japón, conocido como Fire Emblem en el resto del mundo.
Nunca mencionan la madre difunta de Roy durante el juego de Fuuin no Tsurugi (Fire Emblem: The Sword of Seals). Deliberadamente le dejan ambigua pues Eliwood tiene tres esposas potenciales dependiendo de con quien tenga apoyo en Rekka no Ken.

## La espada de los sellos
Roy es el único lord (clase característica de la mayoría de los protagonistas de la saga) de Fūin no Tsurugi (Fire Emblem: The Sword of Seals), el juego de Fire Emblem centrado en el personaje. Siguiendo la tradición de los lords de Fire Emblem, comienza con unas estadísticas algo bajas, pero pronto crecería en una unidad de alto rendimiento. Alcanza muy tarde su promoción, a tan solo cuatro capítulos para terminar el juego. Su promoción a la clase principal de lord es automática, por el que inserta el emblema del fuego (Fire Emblem) en la lápida y de tal modo que abre la espada de los sellos de la capilla sellada en Bern, haciendo que algo ocurra.
Roy tiene quince años cuando la historia de Fūin no Tsurugi comienza. Bern había conquistado recientemente las naciones vecinas de la nación de Sacae (un país extenso de los llanos habitado por los montados guerreros nómadas) y de los Ilia (un ártico, estéril famosa por sus mercenarios expertos y devotos), había dado vuelta a sus vistas a la alianza de Lycia. Después del código de Lycian, cada provincia se obliga para enviar a sus ejércitos en batalla contra los que atacarían los estados; Llaman a Roy en su hogar de sus estudios en Ositia para conducir a los ejércitos de Pherae en el sitio de su padre enfermo.
A lo largo del camino de Araphen (el marquesado de Lycia más cercano a Bern), como siempre, él ayuda a la princesa errante de Bern y hermana del rey Zephiel, Guinevere, que se había escapado de su tierra con la esperanza de negociar un tratado con la nobleza de Lycia. Roy acepta rápidamente su oferta en la búsqueda para medios pacíficos de terminar la agresión de Bern, y es este encuentro (junto con su llegada tardía a Araphen para encontrar a un moribundo Hector) que lo conducirá eventualmente en un viaje a través de Elibe, el continente de la guerra entre los dragones y los seres humanos. Roy está también bajo el juramento al señor muerto Hector a través del juego después del capítulo 3, en el cual él promete a Hector que él protegerá por siempre a hija de Hector, Lilina.

## Personalidad
Roy es un hombre joven sólido en aspecto, pensativo, e idealista que demuestra en varias ocasiones un deseo de ayudar y de apoyar a otros, demostrado en su interacción con Guinevere y su amiga desde la juventud, Lilina. Mientras que él preferiría evitar la matanza - un hecho reflejado en su interacción con Guinevere y sus esfuerzos tácticos de conservar a sus soldados - él mantiene una resolución fuerte para ver de regreso la paz en Elibe. Desemejante de la mayoría de los protagonistas jóvenes, él es clasificado como perceptivo y astuto para su edad - en una de sus acciones, él es un traidor de Lycian en exponerse a las descifraciones de la barda de Elphin (quién es en realidad el príncipe que falta Mildain de Etruria) que más que él (él no persigue sin embargo la verdad contra la voluntad de Mildain) reacciona a menudo tranquilamente y táctico a las noticias que disturban.
Roy es también algo despistado (no solo por su ausencia a las clases de proyectos y oficina técnica) en referente a los sentimientos obvios que algunas de las mujeres en el ejército desarrollan por él (la mayoría por las conversaciones de apoyo). Concretamente Lilina parece estar enamorada de él sin importar las acciones del jugador, pero Roy no parece notarlo. Aunque el puede casarse con una de las otras mujeres en el ejército: la nómada Sue de Sacae, la bailarín Lalam, la valquiria Cecilia, la caballero de pegaso Thany, o la chamán Sophia.

## Otras apariciones
Roy hace su primera aparición en Super Smash Bros. Melee de Game Cube. Apareció en este juego antes de que apareciera en su franquicia nativa. Esto fue hecho en parte para promocionar Fūin no Tsurugi en Japón.
Es uno de los cuatro espadachines en el juego, junto con Link, Young Link y la aparición del primer protagonista de la saga Fire Emblem, Marth del juego Fire Emblem: Ankoku Ryū to Hikari no Tsurugi. Roy porta la espada de los sellos (Sealed Sword o Sword of Seals) y posee unos movimientos similares a los que ejecuta Marth. Los dos personajes hablan japonés en todo el juegos, Roy y Marth, Roy es interpretado por Jun Fukuyama. Roy no está inmediatamente disponible como un personaje jugable, debe ser desbloqueado en el modo aventura de un jugador, terminando con Marth sin tener que usar la opción de continuar.
La aparición de Roy y Marth en Super Smash Bros. Melee, junto a su popularidad en Japón, animó a la publicación de Fire Emblem fuera de Japón. En la pantalla del trofeo de Roy, en los estados de sección de apariciones, se menciona a Roy como "Futuro lanzamiento".
Roy es uno de los cinco personajes de Super Smash Bros. Melee que fueron excluidos con el lanzamiento de Super Smash Bros. Brawl, este siendo sustituido por Ike, personaje principal de Fire Emblem: Path of Radiance. Sin embargo, Roy reaparece en Super Smash Bros. para Nintendo 3DS y Wii U como DLC, lanzado el 14 de junio de 2015, junto con Ryu de Street Fighter, Lucas de EarthBound y Mewtwo de Pokémon. 
Aparece otra vez en Super Smash Bros. Ultimate junto con los 68 personajes desbloqueables.
También aparece en el juego de 2017 Fire Emblem Heroes, siendo el segundo personaje masculino más popular en la votación Choose Your Legends.